# F.E. Bording
F.E. Bording A/S (omtalt Bording Group) er en kommunikationskoncern, der omfatter virksomheder med speciale i grafiske og digitale kommunikationsløsninger. Bording løser kommunikationsopgaver for en lang række af Skandinaviens største virksomheder. Med en mangeårig grafisk tradition og ca. 100 IT-medarbejdere rådgiver Bording og gennemfører løsninger, der spænder fra papirmediet til Internettet. Bording vil vokse inden for de strategiske satsningsområder markedskommunikation og Direct mail. Koncernen har ca. 400 medarbejdere og en årlig omsætning på ca. 600 mio. kr. Firmaet ligger i dag i Gladsaxe og Århus, men blev grundlagt i København 1792.

## Historie
Lige siden 1792 har fem generationer af slægten Bording i ubrudt rækkefølge drevet bogtrykkervirksomhed i København. Virksomheden grundlagdes af Mathias Seest (1761-1812) og videreførtes fra 1812 til 1822 af hans nevø, Carl Adolph Bording (1785-1822) og derefter af dennes enke til hendes død i 1850, i de sidste år bistået af sønnen, Frederik Emanuel Bording (1817-1884), der efter moderens død overtog bogtrykkeriet, som han allerede i 1839 havde givet det siden da bevarede firmanavn. Da F.E. Bording ikke efterlod sig sønner, overgik virksomheden, der da var udvidet med stentrykkeri og fabrikation af spillekort, til hans nevø, Victor Petersen Bording (1860-1926), som indledte den nyere tid i firmaets historie, der har været kendetegnet af stadig vækst og udvidelser.
I 1907 optoges fremstillingen af kasseblokke og gennemskriftsbøger efter Paragon-systemet, og det blev grundstenen til den specialafdeling for alle arter gennemskriftsformularer, som siden har vundet så stor indpas såvel inden for erhvervslivet som indenfor stat og kommune. I 1923 kom offsettryk-afdelingen til, i 1931 oprettedes salgskontor i Århus, i 1938 udskiltes
Paragon-afdelingen som et bifirma til F.E. Bording under navnet Paragon A/S, og i
1939 optoges fremstillingen af mærkater. I 1945 overtoges Taylorix bogholderisystemer, og denne nye afdeling af virksomheden indregistreredes som bifirma til F.E. Bording A/S under navnet Taylorix A/S. De mange udvidelser har medført adskillige flytninger af trykkerier og kontorer; i 1929 flyttedes virksomheden således fra den smukke, gamle hjørneejendom Nybrogade 12 til
Meinungsgade 6-8. Omkring 1950 flyttede såvel Paragon A/S's salgskontor som F.E. Bording
A/S's administrations- og salgsafdelinger og Taylorix A/S til den store forretningsbygning Skt. Annæ Palæ, Borgergade 16-18.
Bogtrykker Victor Petersen Bording fandt sideløbende med ledelsen af sin store virksomhed også tid til forenings- og organisationsarbejde. Han var fra 1889 formand for de københavnske typografer, fra 1902 formand for Dansk Typografforbund, og var blandt banebryderne ved stiftelsen af Forening for Boghaandværk.
Da Victor Petersen Bording døde i 1926 videreførte hans enke, fru Ellen Bording, firmaet
til sin død i 1934, fra 1933 bistået af sønnerne Hans Bording (1902-) og Ole Bording (1905-), der i 1934 blev direktører i F.E. Bording A/S, der da stiftedes til videreførelse af den omfattende virksomhed.
Direktion i 1950: Adm. direktør Johs. Hansen og underdirektør Hj. Rylov. Bestyrelse i 1950: Civilingeniør, direktør Poul Hannover, formand (1897-), direktør Hans Bording og direktør Ole Bording. Aktiekapital i dette år: kr. 1.000.000.